# Nguyễn Công Thái
Nguyễn Công Thái (chữ Hán: 阮公寀, 1684-1758) là đại thần nhà Lê trung hưng trong lịch sử Việt Nam.

## Sự nghiệp
Nguyễn Công Thái người làng Kim Lũ, huyện Thanh Trì, Hà Nội.
Năm 1715 đời Lê Dụ Tông ông đỗ Đồng tiến sĩ khi 32 tuổi. Ra làm quan tới năm 1728 ông làm Tế tửu Quốc Tử Giám, coi Binh phiên. Tháng 6 đến tháng 9 âm lịch năm Bảo Thái thứ 9 (1728), ông cùng Nguyễn Huy Nhuận lên vùng biên giới Tụ Long tổng Phương Độ châu Vị Xuyên phủ Yên Bình trấn Tuyên Quang, tra xét thực địa, tranh biện lý lẽ để đòi lại được đất đai đã mất cho nhà Thanh, xác định vị trí sông Đồ Chú nằm xa về phía bắc vùng đất Tụ Long, cùng hội với quan nhà Thanh (đương thời vua Ung Chính) dựng bia định biên giới ở hai bờ sông Đổ Chú. Đại Việt sử ký toàn thư viết: (六月，...。命兵部左侍郞阮輝潤，祭酒阮公寀，往會淸委差於宣光，認地立界，疆事始定。 Lục nguyệt,... Mệnh Binh bộ Tả thị lang Nguyễn Huy Nhuận, Tế tửu Nguyễn Công Thái, vãng hội ủy sai ư Tuyên Quang, nhận địa lập giới, cương sự thủy định.). Tháng 6,.. Sai Binh bộ Tả thị lang Nguyễn Huy Nhuận, Tế tửu Nguyễn Công Thái, đến hội họp ủy sai bang giao ở Tuyên Quang, nhận đất lập biên giới, lần đầu tiên việc cương giới được xác định ổn định. Sau đó ông đỗ hàng thứ 3 trong Đông các, được kiêm chức Hiệu thư Đông các.
Năm 1733 thời Lê Thuần Tông, ông được thăng làm Tả thị lang bộ Công, sau đó thăng làm Hữu thị lang bộ Hình. Chúa Trịnh Giang rất tín nhiệm tài văn học của ông.
Thời Lê Ý Tông (1735-1740), Nguyễn Công Thái làm Tả thị lang bộ Lại, tước Ứng quận công, vẫn làm Bồi tụng như cũ. Lúc đó Trịnh Giang chơi bời bỏ chính sự, trong nước nhiều nơi nổ ra các cuộc nổi dậy. Nguyễn Công Thái bàn với Nguyễn Quý Cảnh đưa em Giang là Trịnh Doanh lên ngôi chúa. Việc đổi ngôi thực hiện thành công năm 1740.
Trịnh Doanh lên ngôi chúa, phong Nguyễn Công Thái làm Suy trung dực vận công thần, cùng Nguyễn Quý Cảnh vào làm Tham tụng. Sau đó ông được thăng làm Thượng thư bộ Lễ.
Sau đó vì mắc lỗi, ông phải ra trấn thủ Thanh Hóa, nhưng lại được về làm Tham tụng. Vì lời gièm pha của Đỗ Thế Giai, ông lại bị đưa ra trấn thủ Sơn Nam.
Ít lâu sau, ông được thăng hàm Thiếu bảo và về hưu. Nhưng Trịnh Doanh sau đó lại mời ông ra làm quốc lão, rồi Thượng thư bộ Lại, hàm thái tử thái phó, rồi quay trở lại chức Tham tụng.
Do không hợp với sủng thần Đỗ Thế Giai là người được lòng Trịnh Doanh, ông lại xin rút lui.
Năm 1758, Nguyễn Công Thái qua đời, thọ 75 tuổi. Ông được truy tặng là thái phó, thụy là Trung Mẫn.

## Nhận định
Sử gia Phan Huy Chú nhận định về ông như sau:
Tính ông trong sạch, giản dị, thẳng thắn, có công to lập ngôi chúa, nên được Ân vương (tức Trịnh Doanh) rất tin cậy và quý trọng. Ông về già bị bầy tôi yêu của chúa gièm pha nên không thi hành được chí mình, dư luận lấy làm tiếc.

## Vinh danh
Tên của ông được đặt cho một con phố thuộc Khu đô thị mới Đại Kim, phường Định Công, quận Hoàng Mai, Hà Nội.